# Винтерлинген
Винтерлинген (њем. Winterlingen) општина је у њемачкој савезној држави Баден-Виртемберг. Једно је од 25 општинских средишта округа Цолерналб. Према процјени из 2010. у општини је живјело 6.664 становника. Посједује регионалну шифру (AGS) 8417075.

## Географски и демографски подаци
Винтерлинген се налази у савезној држави Баден-Виртемберг у округу Цолерналб. Општина се налази на надморској висини од 789 метара. Површина општине износи 50,6 km². У самом мјесту је, према процјени из 2010. године, живјело 6.664 становника. Просјечна густина становништва износи 132 становника/km².